# Plesiotrichopidae
Famille
Les Plesiotrichopidae sont une famille de Ciliés de la classe des Cyrtophoria et de l’ordre des Dysteriida.

## Étymologie
Le nom de la famille vient du genre type Plesiotrichopus, de plesio-, « voisin proche », trich-, (du grec ancien θριξ / thrix), « cheveu, poil, soie, cil » et du suffixe grec -opus, « à l'aspect de ». Le préfixe plesio- est, peut-être, à rapprocher de la plésiomorphie qui est l'apparition d'un nouveau trait chez une espèce.

## Liste des genres
Selon GBIF (14 décembre 2022) :
- Atelepithites Deroux, 1976
- Pithites Deroux & Dragesco, 1968
- Plesiotrichopus Fauré-Fremiet, 1964[2]
- Trochochilodon Deroux, 1976

## Systématique
Le nom valide de ce taxon est Plesiotrichopidae Deroux, 1976.

## Publication originale
- Deroux G. (1976). Le plan cortical des Cyrtophorida unité d'expression et marges de variabilité. I. Le cas des Plesiotrichopidae, fam. nov., dans la nouvelle systématique. — Protistologica  (ISSN 0033-1821) 12: 469-481.